# 須田拓弥
須田 拓弥（すだ たくみ、1980年4月27日 - ）は、日本のプロボクサー。埼玉県所沢市出身、東京都在住。日本ライトフライ級、OPBF東洋太平洋同級ランカー。沼田ボクシングジム所属。現在は練馬区の大泉学園・新座ウェライフ整骨院代表。

## 来歴
中学から高校ではバスケットボールの選手だった。
2004年にプロデビュー。
2007年8月27日、15戦全勝中だった日本ライトフライ級4位の池原繁尊（横浜光ボクシングジム）に挑戦し、2-1の判定勝ち。この勝利により日本ライトフライ級8位にランクイン。この試合が評価され、東日本ボクシング協会月間新鋭賞受賞(8月）。
2008年6月9日、2度の防衛に成功していた日本ライトフライ級王者嘉陽宗嗣（白井・具志堅スポーツジム）にタイトルを挑戦。バッティングによる須田の目の上の負傷により6R負傷判定になった。1-1で三者三様のドローとなり、王座奪取を逃した。
2010年2月1日、OPBF東洋太平洋ミニマム級王者黒木健孝（ヤマグチ土浦ボクシングジム）とノンタイトルマッチで対戦し、6回TKO負け。

## 戦績
- アマチュアボクシング：3戦2勝 (2KO) 1敗
- プロボクシング：19戦10勝 (2KO) 7敗2分

| 戦           | 日付           | 勝敗 | 時間    | 内容    | 対戦相手   | 国籍                    | 備考                             |
| ------------ | -------------- | ---- | ------- | ------- | ---------- | ----------------------- | -------------------------------- |
| 1            | 2004年2月13日  | 勝利 | 2R      | TKO     | 近田慎     | 日本 （大川）           | プロデビュー戦                   |
| 2            | 2004年6月29日  | 敗北 | 4R      | 判定    | 服部達人   | 日本 （伴流）           |                                  |
| 3            | 2004年10月26日 | 勝利 | 4R      | TKO     | 上田和正   | 日本 （相模原ヨネクラ） |                                  |
| 4            | 2005年4月27日  | 勝利 | 4R      | 判定    | 小金沢恵司 | 日本 （新松戸高橋）     |                                  |
| 5            | 2005年7月26日  | 敗北 | 4R      | 判定    | 武市晃輔   | 日本 （ドリーム）       |                                  |
| 6            | 2005年12月8日  | 勝利 | 4R      | 判定    | 濱中優一   | 日本 （国際）           |                                  |
| 7            | 2006年4月15日  | 引分 | 6R      | TD      | 大川誉     | 日本 （ワールドS）      |                                  |
| 8            | 2006年7月18日  | 勝利 | 6R      | 判定    | 益山智行   | 日本 （ワタナベ）       |                                  |
| 9            | 2006年2月21日  | 勝利 | 6R      | 判定    | 長沼亮三   | 日本 （ロッキー）       |                                  |
| 10           | 2007年4月20日  | 勝利 | 8R      | 判定    | 伊東純平   | 日本 （ワタナベ）       |                                  |
| 11           | 2007年8月27日  | 勝利 | 8R      | 判定    | 池原繁尊   | 日本 （横浜光）         |                                  |
| 12           | 2007年12月10日 | 敗北 | 10R     | 判定    | 金田淳一郎 | 日本 （白井・具志堅）   |                                  |
| 13           | 2008年6月9日   | 引分 | 6R      | TD      | 嘉陽宗嗣   | 日本 （白井・具志堅）   | 日本ライトフライ級タイトルマッチ |
| 14           | 2008年10月18日 | 敗北 | 8R      | 判定    | 八重樫東   | 日本 （大橋）           |                                  |
| 15           | 2009年1月22日  | 勝利 | 5R      | TD      | 熊田和真   | 日本 （オサム）         |                                  |
| 16           | 2009年7月2日   | 勝利 | 6R      | 判定    | 斎藤直人   | 日本 （角海老宝石）     |                                  |
| 17           | 2009年10月11日 | 敗北 | 8R      | 判定    | 滝澤卓     | 日本 （タキザワ）       | 最強後楽園決勝戦                 |
| 18           | 2010年2月1日   | 敗北 | 6R 1:20 | TKO     | 黒木健孝   | 日本 （ヤマグチ土浦）   |                                  |
| 19           | 2010年8月7日   | 敗北 | 8R      | 判定0-3 | 木村悠     | 日本 （帝拳）           | 第480回ダイナミックグローブ      |
| テンプレート |                |      |         |         |            |                         |                                  |